# Bolitoglossa striatula
Espèce
Synonymes
- Oedipus striatulus Noble, 1918

Statut de conservation UICN

 LC  : Préoccupation mineure
Bolitoglossa striatula est une espèce d'urodèles de la famille des Plethodontidae.

## Répartition
Cette espèce se rencontre dans le Nord-Est du Honduras, la moitié Est du Nicaragua et la moitié Nord du Costa Rica. Elle est présente du niveau de la mer jusqu'à 140 m d'altitude.

## Description
Bolitoglossa striatula mesure de 81 à 130 mm de longueur totale. Les mâles mesurent de 37 à 54 mm de longueur standard et les femelles de 40 à 65 mm.

## Publication originale
- Noble, 1918 : The amphibians collected by the American Museum Expedition to Nicaragua in 1916. Bulletin of the American Museum of Natural History, vol. 38, p. 311-347 (texte intégral).